# Wenyingia
Wenyingia — рід грибів родини Otideaceae. Назва вперше опублікована 2001 року.

## Класифікація
До роду Wenyingia відносять 1 вид:
- Wenyingia sichuanensis